# نظریه گربه ملوس در کنشگری دیجیتال

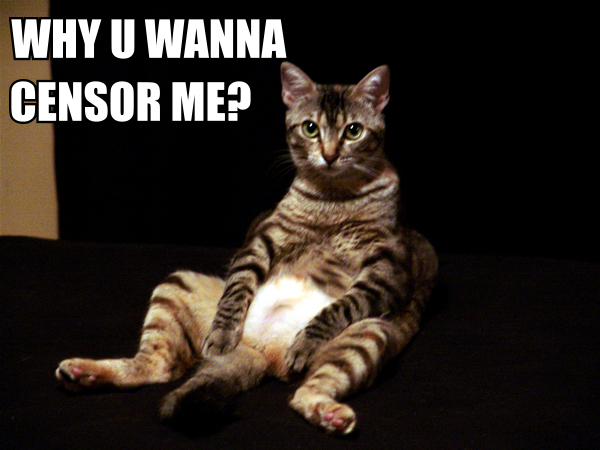
یک لول‌کت که پرسیده است چرا می‌خواهید مرا سانسور کنید؟

نظریهٔ گربهٔ ملوس در کنشگری دیجیتال (به انگلیسی: Cute cat theory of digital activism) نام یک نظریه در مورد کنشگری‌های اینترنتی است که توسط ایتان زاکرمن — کنشگر اینترنتی آمریکایی و پژوهشگر رسانه — مطرح شد. زاکرمن در مقالهٔ خود که در سال ۲۰۰۸ میلادی و با همین عنوان در کنفرانس E-Tech ارائه کرد می‌نوسید: «وب ۱٫۰ اختراع شد تا فیزیک‌دان‌ها روی آن تحقیقات خود را به اشتراک بگذارند. وب ۲٫۰ ساخته شد تا مردم تصویر گربه‌های ملوس خود را روی آن به اشتراک بگذارند.» زاکرمن در ادامه توضیح می‌دهد که به اعتقاد او در حالی که وب ۲٫۰ برای کارهای پیش‌پاافتاده طراحی شده است، می‌تواند ابزار بسیار قدرتمندی در دستان فعالان اینترنتی به ویژه در محیط‌های دارای آزادی بیان محدود باشد.
این نظریه بیان می‌کند که هرچند سانسورکردن ابزارهایی که تنها توسط کنشگران اینترنتی استفاده می‌شوند برای دولت‌ها ساده است، اما در طرف مقابل محدودکردن ابزارهایی که استفادهٔ عمومی برای مردم دارند برای یک دولت بسیار دشوارتر است و هزینه‌های بیشتری به همراه دارد. به طور مثال هرچند دولت‌ها می‌توانند پراکسی‌های اینترنتی را به سادگی فیلتر کنند، اما ابزارهای عمومی‌تری که به طور مثال برای اشتراک تصویر گربه‌های ملوس هم استفاده می‌شوند را نمی‌توان به سادگی فیلتر کرد.
بنابراین پیشنهاد نظریه این است که محتوای غیرقانونی بهتر است از راه وب‌گاه‌های بسیار محبوب منتشر شود. اگر بستن یوتیوب می‌تواند تعداد کمی کنشگر را محدود کند، اما میلیون‌ها دوستدار گربه‌ها را ناراحت خواهد کرد. به طور مشابه با فرض اینکه وب‌گاه‌های پورنوگرافی پرطرفدارتر از وب‌گاه‌های حقوق بشری هستند، استفاده از وب‌گاه‌های دستهٔ اول می‌تواند ابزار مؤثرتری برای گسترش آگاهی باشد.
کسانی که به این نظریه استناد می‌کنند بستن وب‌گاه‌های اجتماعی توسط دولت‌ها را در اغلب موارد به ضرر آن دولت‌ها می‌داند.

## حرکت‌های اجتماعی که در بررسی آن‌ها به این نظریه استناد شده است
برخی از حرکت‌های اجتماعی که در بررسی آن‌ها به این نظریه استناد شده است از این قرارند:
- جنبش ۶ آوریل[۵]
- فیلترینگ اینترنت در ایران در واکنش به اعتراضات پس از انتخابات ریاست‌جمهوری سال ۱۳۸۸‏[۶]